# Oscar Mayer
Pour les articles homonymes, voir Mayer.

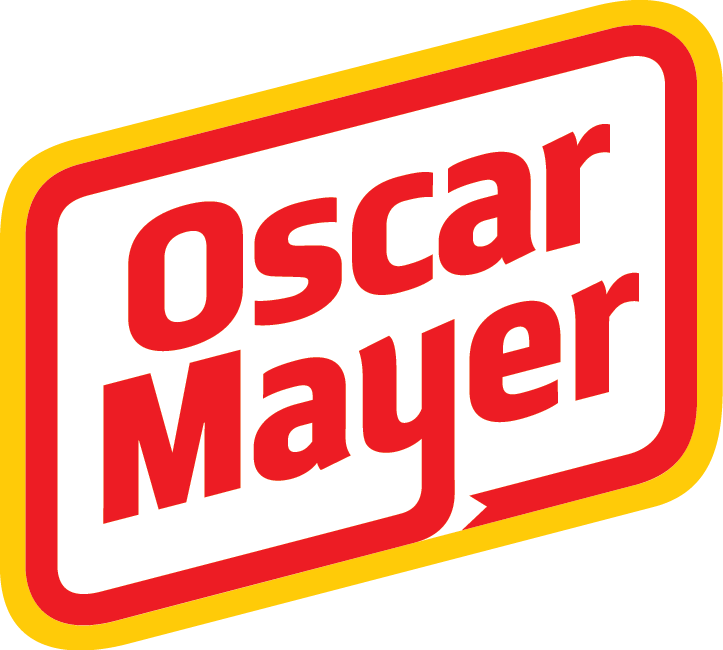
Logo de la marque.

Oscar Mayer est une compagnie américaine spécialisée dans le domaine alimentaire et appartenant au groupe Kraft Heinz aux États-Unis et au groupe espagnol Campofrío Food Group en Europe. La marque est devenue célèbre pour ses hot-dogs, son saucisson de Bologne, son bacon et ses repas préparés. 

## Historique

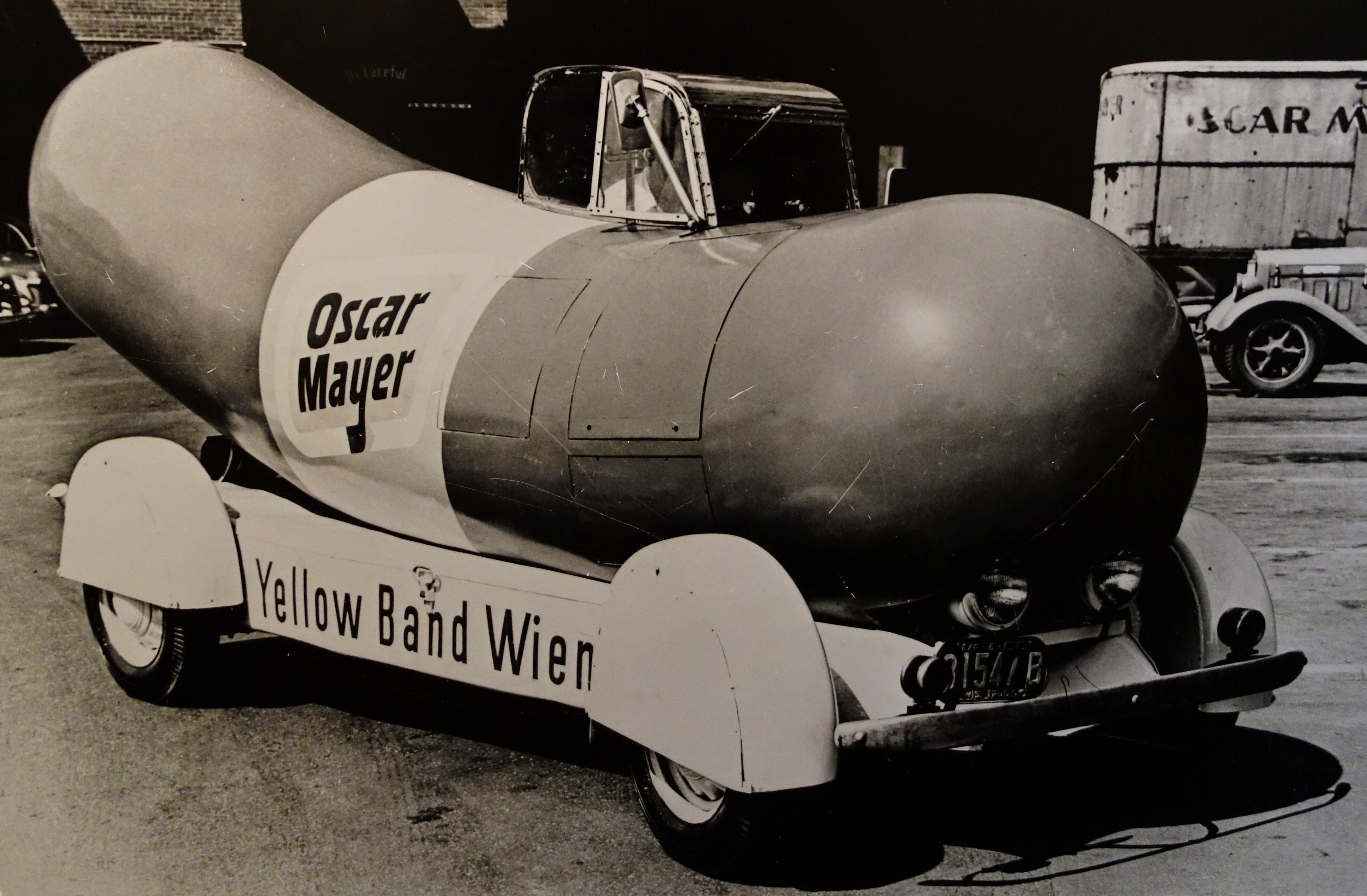
Une Wienermobile (1936).

En 1873, à l'âge de 14 ans, Oscar Ferdinand Mayer (en), un immigrant allemand né à Kösingen, commence à travailler sur un marché de viande à Détroit, Michigan, puis sur un marché de Chicago, dans l'Illinois. En 1883, il loue avec son frère, Gottfried Mayer, le Kolling Meat Market, un marché de viande situé au nord de Chicago. Les deux frères y font commerce de spécialités culinaires allemandes grâce auxquelles ils acquièrent une certaine renommée dans le quartier germanique où le marché est situé. Un troisième frère, Max, les rejoint et s'occupera des comptes alors qu'ils ont installé leur affaire dans leurs propres murs. Très rapidement, leur commerce se développe, jusqu'à sponsoriser des événements locaux, dont l'exposition universelle de 1893.

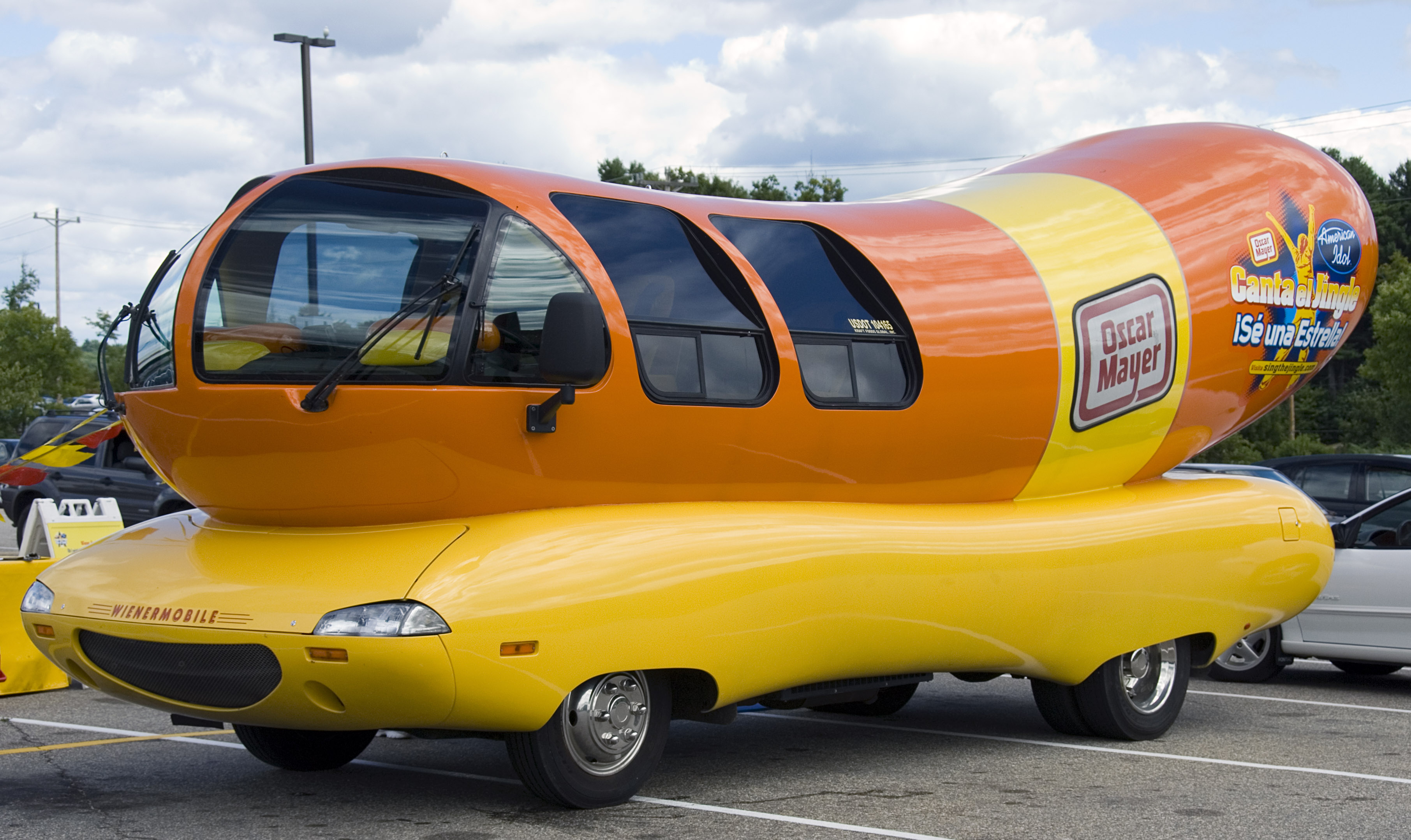
Une Wienermobile (2007).

En 1900, l'entreprise compte 43 salariés dont cinq livreurs et deux hommes d'écurie pour s'occuper des attelages de livraison. Dès 1904, Oscar Mayer commence à apposer sa marque sur ses produits afin de se faire reconnaître du grand public, ce qui ne se faisait pas l'époque. En 1929, la marque est rendue reconnaissable au premier coup d’œil par l'apposition d'un bandeau jaune sur ses saucisses.
La marque se fait nationalement connaître en 1936 avec l'introduction de la Wienermobile, une voiture en forme de hot-dog qui fera rapidement la promotion des produits de la gamme à travers tout le pays. Ce véhicule est tellement populaire qu'il est encore utilisé aujourd'hui à plusieurs exemplaires dans la politique marketing d'Oscar Mayer.
En 1981, Oscar Mayer est vendue à General Foods. Quatre ans plus tard, ce dernier est racheté par Philip Morris Companies, et en 1989, Oscar Mayer rejoint Kraft General Foods, nom de la division alimentaire de Philip Morris issue de la fusion de Kraft Foods et de General Foods, alors premier groupe agroalimentaire d'Amérique du Nord.